# Przełączka pod Żabią Czubą
Przełączka pod Żabią Czubą (niem. Froschkopfscharte, słow. Žabia štrbina, węg. Szélső-Békás-csorba, 2031 m) – szeroka przełęcz w Żabiej Grani (Žabí hrebeň) w Tatrach Wysokich. Znajduje się na granicy polsko-słowackiej pomiędzy Żabią Czubą, 2080 m) i Żabimi Kopkami (ok. 2050 m). Spod przełęczy na zachód, prosto do Morskiego Oka spada Żabi Żleb. Na wschód, do słowackiej Doliny Żabich Stawów Białczańskich opada trawiasto-kamienisty, łatwy do przejścia stok.
Z rzadkich roślin w rejonie przełęczy występuje ukwap karpacki – gatunek w Polsce występujący tylko w Tatrach i to na nielicznych stanowiskach.

## Taternictwo
Przełęcz od dawna była znana i uczęszczana, początkowo przez juhasów i koziarzy, później turystów. Stanowi wygodne przejście z Doliny Rybiego Potoku do Doliny Żabich Stawów Białczańskich. Jest z niej także dogodny dostęp do sąsiednich szczytów. W okresie, gdy dopuszczalne było w tym rejonie uprawianie taternictwa, przełączka była licznie odwiedzana.
Pierwsze odnotowane wejścia turystyczne:
- latem – zapewne Mieczysław Lerski, 15 maja 1910 r.; na pewno E. Raynelówna, Henryk Bednarski, Józef Lesiecki, Leon Loria, Kazimierz Piotrowski, Mieczysław Świerz, 14 września 1910 r.,
- zimą – Andrzej Krzeptowski II, 23 grudnia 1929 r.[4]

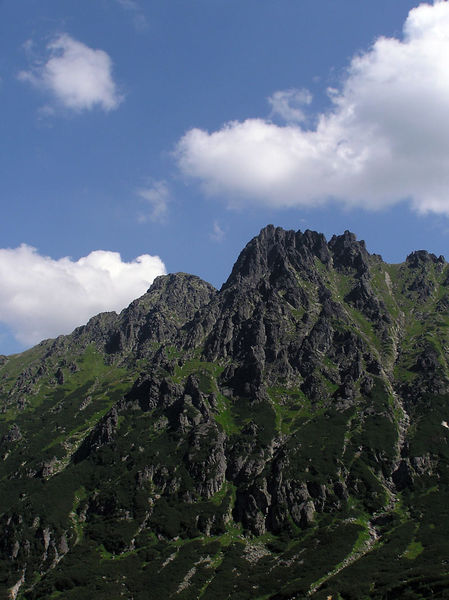

## Drogi wspinaczkowe
1. Od Morskiego Oka omijając od prawej progi Żabiego Żlebu; 0 w skali tatrzańskiej, czas przejścia 1 godz. 30 min,
2. Wprost Żabim Żlebem; III, wariant IV, 2 godz.,
3. Od Morskiego Oka omijając od lewej progi Żabiego Żlebu; 0+, 1 godz.,
4. Od Morskiego Oka przez Dwoisty Żleb; 0+, 1 godz.
5. Od wschodu, z Żabiej Doliny Białczańskiej; 0, 45 min[2].

Od 1979 roku północna część Żabiej Grani znajduje się w zamkniętym dla turystów i taterników obszarze ochrony ścisłej Tatrzańskiego Parku Narodowego i TANAP-u.